# Stella Artois

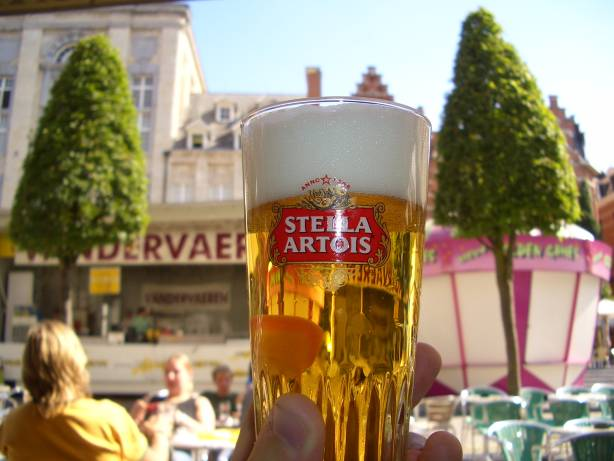
Stella Artois pils

Stella Artois is een Belgische pils van het concern AB InBev. Het bier, met een alcoholpercentage van 5,2 %, wordt gebrouwen op een tiental plaatsen in de wereld, waaronder Leuven en Jupille.

## Geschiedenis
Het bier werd in 1926 op de markt gebracht door Brouwerij Artois. Het paste in het gamma van ondergistende, Duitse bieren waarmee de brouwerij in 1892 was begonnen. Stella zou bedoeld zijn geweest als kerstbier en de naam (Latijn voor ster) zou verwijzen naar de kerstster. Wat ook de initiële intentie was, van bij de aanvang was het bier het jaar rond beschikbaar. Geleidelijk werd Stella het best verkopende bier van Brouwerij Artois en verdrong het de overige bieren uit het gamma. In de jaren 60 groeide het uit tot marktleider in België. In 1971 sloten de concurrenten Artois en Piedboeuf een geheim akkoord om een groep te vormen die voor 88% werd gecontroleerd door de Artois-families. Naar buiten toe bleven Stella en Jupiler concurreren. Geplaagd door de reputatie van hoofdpijnbier, al dan niet gelanceerd door concurrerende vertegenwoordigers die aspirine op de toog van Stellacafés gingen leggen, zakte de Stellaverkoop weg en werd Jupiler in de jaren 80 marktleider. Stella bleef overeind door zich in het buitenland in de markt te zetten als premiumpils. Het werd door de jaren heen een van de internationale merken van InBev en verwierf onder meer in het Verenigd Koninkrijk en Ierland een groot marktaandeel. De relatief hoge prijs werd in Groot-Brittannië als verkoopsargument uitgespeeld onder de reclameslogan "Reassuringly expensive" (geruststellend duur). In de thuismarkt België bleef het een gewone pils, al kregen de flesjes en de bierglazen na verloop van tijd een "premium" ontwerp. In Nederland besliste men het merk niet actief te promoten. Om de concurrentie met andere spelers op de Nederlandse markt aan te kunnen, leek het InBev verstandiger om in te zetten op het lokale merk Dommelsch.
Het recept is geregeld gewijzigd, waardoor het bier met name in de 21e eeuw aanzienlijk minder bitter is geworden. Zoals een aantal andere topmerken van InBev wordt Stella Artois onder andere in plastic en glazen flesjes verkocht. Sinds augustus 2020 is er ook een variant zonder alcohol, de Stella Artois 0,0.

## Etiket
Het jaartal 1366 op het etiket verwijst naar de eerste vermelding van Den Hoorn, een herberg-brouwerij in de Mechelsestraat in Leuven. In werkelijkheid dateert die eerste vermelding uit 1466. Het bedrijf werd in 1717 overgenomen door zijn meester-brouwer, Sebastiaen Artois. Hoewel zijn nakomelingen slechts een tweetal generaties de familienaam droegen, bleef deze verbonden aan de brouwerij. Het Stellabier zelf ontstond in 1926.

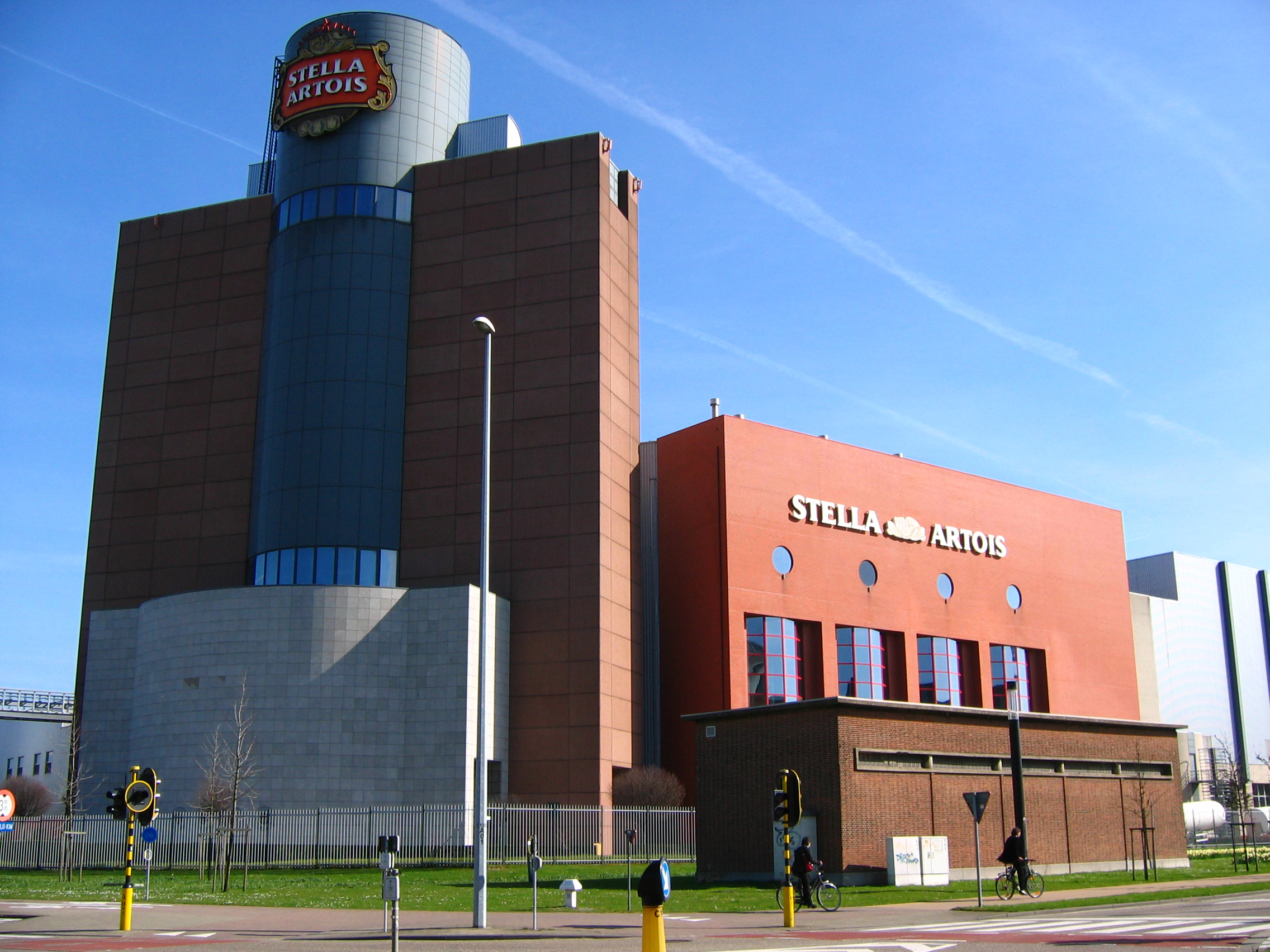
Stella Artois brouwerij

## Voetnoten
1. ↑  AB InBev straft stakende brouwers van Jupille, standaard.be, 9 februari 2021
2. ↑  Stella Artois: is het nou een kerstbier of niet?, verloren.nl, 14 december 2018
3. ↑  Het hoofdpijnbier dat de wereld veroverde, De Standaard, 22 januari 2020
4. ↑  Tom Avermaete, "De oorsprong van de Leuvense brouwerij Den Horen", in: Oost-Brabant, 2004, nr. 4, p. 182-187